# Masilonyana
Masilonyana es un municipio local sudafricano situado en el distrito de Lejweleputswa, en la provincia de Estado Libre.

## Superficie
Masilonyana tiene una superficie de 6618 km².

## Demografía
En 2022, tenía 63 800 habitantes, una densidad poblacional de 9,64 hab./km², y 17 853 viviendas.